# Bezirk Poděbrad
Der Bezirk Poděbrad (tschechisch Okresní hejtmanství Poděbrady) war ein Politischer Bezirk im Königreich Böhmen und der Tschechoslowakei. Der Bezirk umfasste Gebiete in Mittelböhmen im heutigen Středočeský kraj (Okres Nymburk). Sitz der Bezirkshauptmannschaft war die Stadt Poděbrad (Poděbrady). 

## Geschichte
Die modernen politischen Bezirke der Habsburgermonarchie wurden 1868 im Zuge der Trennung der politischen von der judikativen Verwaltung geschaffen.
Der Bezirk Poděbrad wurde 1868 aus den Gerichtsbezirken Poděbrad (tschechisch soudní okres Poděbrady), Königstadtl (Městec Králové) und Nimburg (Nymburk) gebildet.
Im Bezirk Poděbrad lebten 1869 60.120 Personen, wobei der Bezirk ein Gebiet von 12,0 Quadratmeilen und 96 Gemeinden umfasste.
1900 beherbergte der Bezirk 77.021 Menschen, die auf einer Fläche von 694,23 km² bzw. in 103 Gemeinden lebten.
Der Bezirk Poděbrad umfasste 1910 eine Fläche von 693,81 km² und eine Bevölkerung von 82.610 Personen. Von den Einwohnern hatten 1910 82.299 Tschechisch und 167 Deutsch als Umgangssprache angegeben. Weiters lebten im Bezirk 144 Anderssprachige oder Staatsfremde. Der Bezirk bestand 1910 aus drei Gerichtsbezirken mit insgesamt 107 Gemeinden bzw. 108 Katastralgemeinden.
Seit 1918 gehörte der Bezirk zum Land Böhmen der neugegründeten Tschechoslowakei. 1936 wurde das Gebiet um Nymburk als eigenständiger politischer Bezirk abgetrennt.
1942 wurde der Bezirk aufgelöst und sein Gebiet dem Bezirk Nymburk zugeschlagen.
Nach der deutschen Besetzung wurde der Bezirk Poděbrad 1945 wiederhergestellt und bestand noch bis 1960.